# 陈滢 (解说员)
陈滢，女，中国中央电视台主持人、解说员。曾在中国传统体育项目＂中华龙舟大赛＂中担任主持人，在2008年北京奥运会、2018年平昌冬奥会、2022年北京冬奥会等赛事中从事解说工作，其对于日本选手浅田真央和羽生結弦的解说更使其在日本网络上一时掀起话题。